# Einzelkind
Einzelkind (vertaling: "enig kind") is een single van Jerome Froese. Froese keerde met dit plaatje terug naar zijn eigen (late) jeugd. De hoes werd gevormd door een foto, die zijn moeder Monica Froese heeft genomen tijdens de tournee van Tangerine Dream (de band van vader Edgar Froese), waarin Jerome toen speelde. Jerome ligt daarin in zijn eentje in een Japanse hotelkamer.

## Muziek
1. Glasmenagerie (5:13)
2. Sprachlabor (5:55)

Het plaatje verscheen in een oplage van 500 stuks en bevat een citaat (anoniem): "Childhood is that wonderful time of life when all you need to lose weight is take a bath". Jerome Froese had al snel in zijn leven de neiging tot obesitas.